# Мандзюк Денис Феодосійович
Денис Мандзюк (*29 січня 1984 року, Луцьк)  — український письменник, журналіст, стендап-комік.

## Біографія
Народився в Луцьку. Закінчив Луцьку гімназію № 21 імені Михайла Кравчука і факультет журналістики Львівського університету імені Івана Франка.
Працював журналістом, а згодом став редактором у «Газеті по-українськи» та журналі «Країна».
Очолював відділи «Історія і мова» та «Осмислення». Живе у Львові.

## Участь у КВН
Капітан команди КВН «Бомба» (Млинів), що 2010 року стала чемпіоном Вищої української ліги КВН.
Був редактором Київської ліги КВН «ОтКлиК». Брав участь у гумористичних телешоу. Виступає як стендап-комік.

## Літературна діяльність
Восени 2014 року дебютував з книжкою «Країна Галичина». Вона вийшла у львівському видавництві «Піраміда». До неї увійшли його статті з журналу «Країна» та «Газети по-українськи», опубліковані у 2007—2014 роках. Тематика матеріалів — історія Галичини від XVII століття до нашого часу. Написана у науково-популярному стилі для широкого кола читачів.
Матеріали для другої книги «Копаний м'яч» готував понад шість років. Вона вийшла 2017 року у «Видавництві Старого Лева». У ній досліджує історію українського футболу в Галичині у першій половині ХХ століття в 1909—1944 роках.
Третя книжка «Право на смерть» присвячена спалаху самогубств у Львові на межі XIX—XX століть. Вийшла 2022 року у видавництві «Книговій». В передмові йдеться: «Треба розуміти, що самогубства — це тільки перший план. Тло — не менш важливе і цікаве. Читаючи ці трагічні історії, ми бачимо Львів періоду, який тепер ностальгійно іменують Belle Époque. Дізнаємося, в яких умовах існували тогочасні обивателі, чим вони цікавилися та чого боялися, що допроваджувало їх до рішення покінчити з власним життям і яке враження ці замахи справляли на інших, як впливав на них час, у який жили, і як їхні вчинки змінювали епоху».
2022-го почав видання серії збірників футбольних репортажів 1909—1944 років «Хроніки копаного м'яча». Наразі вийшов друком один том.

## Книги
- Країна Галичина. — Л. : Піраміда, 2014. — 304 с.
- Копаний м'яч. — Л. : Видавництво Старого Лева, 2017. — 416 с.
- Право на смерть. — Л: Видавництво Книговій, 2022. — 268 с.